# Fortaleza Shaori

Fortaleza Shaori

A fortaleza Shaori (em georgiano:  შაორის ციხე) é uma estrutura megalítica da Idade do Bronze localizada no município de Akhalkalaki, mkhare de Mesquécia-Yavaquécia, na Geórgia. É uma fortaleza ciclópica construída com uma técnica de alvenaria seca, tem um plano rombóide incomum, com espaços circulares, e está localizada na montanha rochosa de mesmo nome, a uma altitude de 2752 metros acima do nível do mar, nas montanhas do Cáucaso Menor, a noroeste do lago Paravani. É um dos monumentos culturais da Geórgia.

## Arquitetura

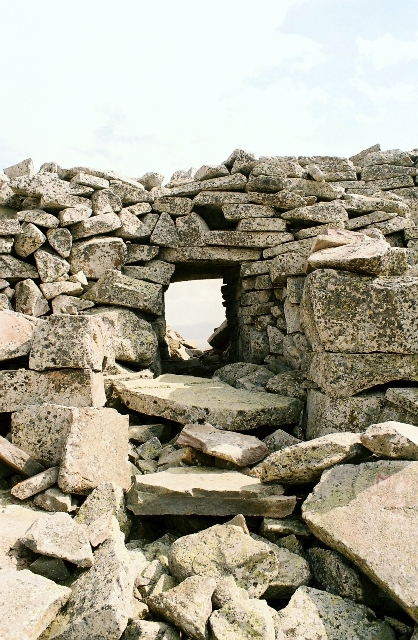
Uma " seteira" na Cidadela de Shaori.

Shaori, anteriormente conhecida localmente como Korogli, compartilha muitas características topográficas e arquitetônicas com a fortaleza Abuli, outra importante fortaleza ciclópica estrategicamente localizada na área do lago Paravani.
A fortaleza foi construída de grandes blocos de basalto, sem usar argamassa. Consiste em duas partes, cada uma localizada no topo de uma cúpula íngreme. A parte central é um retângulo irregular construído na área mais alta e pode ser acessado através de uma porta de um metro de largura e 1,3 metros de altura a partir do leste. Sua localização e organização fazem dela um improvável centro doméstico. Pelo contrário, poderia ter sido usado para fins religiosos.